# Limosilactobacillus reuteri
Limosilactobacillus reuteri (anteriormente Lactobacillus reuteri) es una bacteria  gram-positiva que de forma natural habita en el intestino de los mamíferos y las aves. Descrito por primera vez en la década de 1980, algunas cepas de L. reuteri  son utilizadas como probióticos.

## Descubrimiento
A principios del siglo XX, L. reuteri fue incluida en clasificaciones científicas de las bacterias del ácido láctico, aunque durante un tiempo fue erróneamente agrupada como un miembro de Lactobacillus fermentum. En la década de 1960, gracias al trabajo del  microbiólogo Gerhard Reuter, de quien tomó finalmente su nombre, se comenzó a distinguir L. reuteri de L. fermentum. Reuter reclasificó a la especie como "Lactobacillus fermentum biotipo II".
L. reuteri fue finalmente identificada como especie distinta en 1980 por Kandler et al. Encontrándose diferencias significativas entre L. reuteri Y otros biotipos de L. fermentum, y por lo tanto se le propuso una identidad formal como especie. L. reuteri Era entonces reconocido como especie separada dentro de Lactobacillus. En 2020 fue reclasificada en el nuevo género Limosilactobacillus.

## Distribución
A principios de los años 1980 científicos empezaron a encontrar L. reuteri en muchos entornos naturales. Ha sido aislada en muchos alimentos, especialmente carne y leche.
El interés acerca de L. reuteri empezó a aumentar cuándo los científicos la encontraron colonizando los intestinos de animales sanos. Reuter primero aisló L. reuteri en heces humanas y muestras intestinales en los años 1960. Los mismos experimentos se hicieron para aislar L. reuteri de heces e intestino de animales sanos, demostrando que L. reuteri parece estar presente a través el reino animal. Por ejemplo, L. reuteri se ha descubierto que se encuentra naturalmente en los intestinos de oveja, pollos, cerdos y roedores sanos
Además, en un estudio buscando las dieciocho especies más importantes en la flora intestinal, incluyendo L. acidophilus. En una variedad de animales se encontró que L. reuteri era la especie que constituye un "componente importante" de los Lactobacillus presentes de  en los intestinos de cada uno de los animales anfitriones testados. Es uno  del más omnipresentes miembros de la flora intestinal en los mamíferos.
En un descubrimiento relacionado, cada anfitrión parece tener una variedad concreta de L. reuteri, p. ej. una variedad de rata para las ratas, una variedad de cerdo para los cerdos, etc. La universalidad de L. reuteri, conjuntamente con su evolución acerca de su especificidad con cada anfitrión, dirigió a los científicos a hacer investigaciones sobre su importancia en promover la salud del organismo anfitrión.

## Desarrollo
L. reuteri es comercializada por compañía sueca BioGaia AB, el cual posee patentes en distintas cepas así como otras patentes con respecto a uso comercial de L. reuteri.

## Efectos

### Antimicrobial
L. reuteri es conocido por producir reuterina, reutericin 6 y reutericiclina.

#### Reuterin o Reuterina
A finales de los 1980s, Walter Dobrogosz, Ivan Casas y otros colegas descubrieron que L. reuteri produce una nueva sustancia antibiótica de amplio espectro vía fermentación de glycerol del organismo. Llamaron a esta sustancia reuterin, por Reuter. Reuterin es un compuesto múltiple de equilibrio dinámico (sistema HPA, HPA) constando de 3-hydroxypropionaldehyde, su hidrato, y su dímero. A concentraciones por encima de 1.4 M, el dímero de HPA era predominante. Sin embargo, a concentraciones relevantes para sistemas biológicos, HPA el hidrato era el más abundante, seguido por la forma de aldehído.
Reuterin inhibe el crecimiento de algunas bacterias Gram-negativas y Gram-positivas, junto con levaduras, fungi y protozoo. Los investigadores encontraron que L. reuteri puede segregar cantidades suficientes de reuterin para conseguir el deseado efectos anti-microbial. Además, es necesario aproximadamente de cuatro a cinco veces esta cantidad de reuterin para matar "bacterias" de flora intestinal (p.e.  otras  especies Lactobacillus), esto permitiría a  L. reuteri  eliminar microorganismos invasores sin hacer daño a la flora intestinal.
Algunos estudios cuestionan si la producción de reuterin  es esencial para la actividad beneficiosa de L. reuteri sobre la salud. El descubrimiento de que  produce una sustancia antibiótico produjo más investigaciones. A principios de 2008, se confirmó que L. reuteri es capaz de producir reuterin en el tramo gastrointestinal, mejorando su capacidad de inhibir el crecimiento de E. coli.
El clúster de gen que controla el biosynthesis de reuterin y cobalamin en el genoma de L. reuteri  es una isla genómica  adquirida de una fuente anómala.

### Resultados clínicos en humanos
A pesar de que L. reuteri está presente naturalmente en humanos, no se encuentra en todos los individuos. La suplementación dietética puede sostener niveles altos de él en aquellas personas con deficiencias. Ingestiones de L. reuteri se muestran eficaces para colonizar los intestinos de individuos sanos. La colonización empieza a los pocos días de la ingestión, y prevalece a pesar de que meses después se deje de tomar poco a poco. L. reuteri se encuentra en la leche materna. Ingestiones por parte de la madre aumenta la cantidad de L. reuteri presente en su leche, y la probabilidad de que sea transferida al niño.
L. reuteri beneficia a su anfitrión en diferentes maneras, particularmente por luchar con infecciones nocivas mediando el sistema inmunitario.[cita requerida]

#### Seguridad
Manipular la microbiota es complejo y puede causar interacciones con las bacterias del individuo.A pesar de que en general los probióticos se consideran seguros, hay cierta preocupación sobre su uso en ciertos casos.Personas con sistemas inmunitarios comprometidos, síndrome de intestino corto, catéteres cardiacos centrales, enfermedad de las válvulas del corazón y niños prematuros, pueden tener un riesgo más alto de efectos adversos.Consumir probióticos rara vez causa bacteremia, fungemia y sepsis; puede causar potencialmente infecciones fatales, en niños con sistemas inmunitarios deficientes o quienes están críticamente enfermos.

#### Salud intestinal
Uno de los efectos mejor documentados de L. reuteri es en el tratamiento de enfermedades diarreicas en niños, donde disminuye significativamente la duración de los síntomas. El tratamiento de la diarrea rotavírica con L. reuteri acorta significativamente la duración de la enfermedad cuando es comparado con placebo. Este efecto es dosis -dependiente: más L. reuteri Consumido, más rápido termina la diarrea. L. reuteri es eficaz como prophylactico para esta enfermedad; los niños lo consumen mientras están sanos tienen menos probabilidad de caer enfermos con diarrea. Respecto a prevención de infecciones de intestinos, la búsqueda comparativa encontró L. reuteri es más potente que otros probioticos. La investigación en animales encontró que reduce la motilidad intestinal.
L. reuteri puede ser eficaz para el tratamiento de la enterocolitis necrotizante en prematuros. Metaanálisis de estudios aleatorizados en esta población,  sugieren que L. reuteri puede reducir la incidencia de la sepsis y acortar la duración requerida del tratamiento en el hospital.
L. reuteri es un tratamiento eficaz contra el cólico infantil. Los estudios sugieren que los cólicos de los bebés tratados con L. reuteri experimentan una reducción en el tiempo de llanto en comparación con los tratados con simeticona o placebo. Sin embargo, el efecto sobre el cólico es todavía poco conocido, y no está claro por qué o cómo L. reuteri mejora sus síntomas. Una teoría sostiene que los bebés afectados lloran a causa de molestias gastrointestinales; si este es el caso, es plausible que L. reuteri de alguna manera actúa para disminuir esta molestia, ya que su hábitat principal está en el interior del intestino.
La creciente evidencia indica L. reuteri es capaz de luchar contra el patógeno Helicobacter pylori, que causa úlceras pépticas y es endémica en partes del mundo en desarrollo. Un estudio mostró que la suplementación dietética de L. reuteri solo reduce, pero no erradica  H. pylori en el estómago. Otro estudio encontró que la adición de L. reuteri a la terapia con omeprazol aumenta drásticamente (de 0% a 60%) la tasa de curación de H. pylori en pacientes infectados en comparación con el fármaco solo. Sin embargo, otro estudio demostró que L. reuteri efectivamente suprime la infección de H. pylori y disminuye la aparición de los síntomas dispépticos, pero parece que no mejora el resultado de la terapia con antibióticos.

#### Salud Oral
L. reuteri puede ser capaz de mejorar la salud dental, ya que se ha demostrado que puede eliminar Streptococcus mutans, una bacteria responsable de la caries dental. Una prueba con varios probióticos encontró que L. reuteri era la única de las especies capaces de bloquear S. mutans. Antes de la prueba en los seres humanos comenzaron, otro estudio que demostró que L. reuteri no tiene ningún efecto perjudicial sobre los dientes. Los ensayos clínicos demostraron que las personas cuyas bocas son colonizados con L. reuteri (a través de la suplementación de la dieta) tienen significativamente menos S. mutans. debido a que estos estudios fueron a corto plazo, no se sabe si L. reuteri evita la aparición de caries. Sin embargo, ya que es capaz de reducir notoriamente el número de la bacterias causantes, esto sería de esperar.
La Gingivitis puede ser mejorado por el consumo de L. reuteri. Pacientes que sufren de gingivitis severa mostraron una disminución del sangrado de las encías, formación de la placa y otros síntomas asociados a la gingivitis  en comparación con el placebo después de masticar goma de mascar que contiene L. reuteri.

#### Salud general
Mediante la protección contra muchas infecciones comunes, L. reuteri promueve el bienestar general, tanto en niños y adultos. Estudios Doble-ciego, aleatorizado  en los centros de cuidado de niños han encontrado que niños amamantados con L. reuteri  enferman con menos frecuencia, requieren menos visitas al médico y están ausentes menos días desde el centro en comparación con el placebo y la competencia del probiótico Bifidobacterium lactis.
Resultados similares han sido encontrados en los adultos; los consumidores de L. reuteri a diario caen enfermos un 50% con menos frecuencia, datos medidos por la disminución de las bajas por enfermedad.

### Resultados en modelos animales
Los estudios científicos que requieren perjudicar a los sujetos (por ejemplo, exposiciones a un peligroso virus) no puede ser llevado a cabo en los seres humanos. Por lo tanto, muchos de los beneficios de L. reuteri han sido estudiados solo en diferentes especies animales, tales como cerdos y ratones.
En general, los estudios con animales en L. reuteri se hacen usando la cepa específica de la bacteria para tal animal.

#### Protección contra los agentes patógenos
L. reuteri confiere un alto nivel de resistencia a los patógenos Salmonella typhimurium, reduce a la mitad las tasas de mortalidad en los ratones. lo mismo es cierto para los pollos y pavos; L. reuteri modera mucho la morbilidad y la mortalidad causadas por este peligroso patógeno transmitido por los alimentos infectados.
L. reuteri es eficaz en parar las cepas nocivas de E. coli que afectan a sus anfitriones. Un estudio efectuado en los pollos mostraron que L. reuteri era tan potente como el antibiótico gentamicin en impedir las muertes relacionadas con E. coli.
El protozoo parásito Cryptosporidium parvum que causa grave de diarrea acuosa, y que puede ser mortal en pacientes inmunocomprometidos (como en los individuos infectados con el VIH). L. reuteri es conocida por reducir los síntomas de C. parvum en infección en ratones y cerdos.
Un cierto efecto protector contra la levadura Candida albicans ha sido encontrado en ratones, pero en este caso, L. reuteri no funciona tan bien como otros organismos probióticos, tales como L. acidophilus y L. casei.
En crías comerciales de ganado, tales como lechones, el peso corporal y la tasa de crecimiento son buenos indicadores de la salud. Los animales criados en la suciedad, hacinamiento son menos saludables (y por lo tanto pesan menos) que sus contrapartes nacidos y criados en espacios limpios. En los pavos, por ejemplo, este fenómeno es bien conocido.
Complementar la dieta de estos animales jóvenes con L. reuteri les ayuda a superar en gran medida las tensiones impuestas por el ambiente insalubre. Pavos alimentados con L. reuteri , desde el nacimiento, consiguen casi un 10% más de peso en adulto que sus compañeros de cría en las mismas condiciones. Un estudio similar en los lechones mostró que L. reuteri es al menos tan eficaz como los  antibióticos en la mejora de peso corporal en condiciones de hacinamiento.
El mecanismo por el que L. reuteri es capaz de apoyar el crecimiento saludable no es completamente entendido. Es posiblemente que sirve para proteger contra la enfermedad causada por S. typhimurium y otros patógenos (ver arriba), que son mucho más comunes en las granjas comerciales. Sin embargo, otros estudios han encontrado que puede ayudar cuando la disminución en el crecimiento  es causado enteramente por una falta de proteína en la dieta, y no por enfermedad contagiosa. Esto plantea la posibilidad de que L. reuteri de alguna manera mejora la capacidad de los intestinos de absorber y procesar los nutrientes.

#### Lesión inducida por trauma o por química.
Cuando se tratan los tejidos del colon de las ratas con ácido acético causa una lesión similar a la condición humana en la colitis ulcerosa. El tratamiento de la herida de tejido con L. reuteri inmediatamente después de la extracción del ácido casi completamente revierte los efectos de la enfermedad, lo que conduce a la posibilidad de que L. reuteri puede ser beneficioso en el tratamiento de la colitis en pacientes.
Además de su papel en la digestión, la pared intestinal es también de vital importancia en la prevención de la filtración de las bacterias dañinas y sus toxinas, "fugas" al torrente sanguíneo, etc. Esta filtración, conocida como "translocación" bacteriana, puede conducir a condiciones letales, tales como la sepsis. En los seres humanos, la filtración es más probable que ocurra siguiendo a eventos tales como lesiones del hígado y de la ingestión de algunos venenos. Después de la extirpación quirúrgica del hígado, en estudios con roedores o de la inyección con D-galactosamina, una sustancia química que causa daños en el hígado, se ve que L. reuteri reduce significativamente la cantidad de translocación bacteriana.
El efecto anticáncer de la droga metotrexato causa grave de enterocolitis en dosis altas. L. reuteri mitiga mucho los síntomas de metotrexato-enterocolitis inducida en ratas, uno de los cuales es la translocación bacteriana.

#### Relación con la dieta de los ratones, y reversibilidad de síntomas de anormalidades en el comportamiento
En ratones, la ausencia de L. reuteri se ha relacionado causalmente con la dieta materna. El desequilibrio microbiano del intestino, por carencia de L. reuteri, se relacionó con anormalidades en el comportamiento consistente con el autismo en los seres humanos. Estos síntomas fueron reversibles al complementar L. reuteri.